# タトル・インティカム
『タトル・インティカム』（トルコ語: Tatlı İntikam; 甘い復讐）は、2016年3月26日から11月12日までカナルDで放送されたトルコのテレビドラマです。

## 登場人物
ペリン・セイハン
演：レイラ・リディア・トゥウトル
シナン・ユルマズ / タンクット
演：フルカン・アンドゥチ